# ダサ
ダサ（イタリア語: Dasà）は、イタリア共和国カラブリア州ヴィボ・ヴァレンツィア県にある、人口約1,200人の基礎自治体（コムーネ）。

## 地理

### 位置・広がり

#### 隣接コムーネ
隣接するコムーネは以下の通り。
- アックアーロ
- アレーナ
- ディナーミ
- ジェロカルネ